# Meinrad Hebga
 (octobre 2011).
Si vous disposez d'ouvrages ou d'articles de référence ou si vous connaissez des sites web de qualité traitant du thème abordé ici, merci de compléter l'article en donnant les références utiles à sa vérifiabilité et en les liant à la section « Notes et références ».
Meinrad Pierre Hebga, né le 31 mars 1928 à Édéa au Cameroun et mort le 3 mars 2008 à Château-Thierry (France), est un prêtre et anthropologue camerounais.

## Formation
De parents catéchistes, il dédicace à sa mère Ngo Nka une de ses œuvres en ces termes : « missionnaires autochtones auxquels je dois ma première vocation missionnaire ». 
Initié très tôt à la vie chrétienne, il suit des études secondaires aux petits séminaires d’Edéa et d’Akono. Par la suite, il étudie la théologie à l’Université pontificale grégorienne de Rome. Parti à Paris, il est inscrit aux cours du Pr. Lagache en psychopathologie à la Sorbonne. Parallèlement, il réalise des travaux pratiques à la Salpêtrière sous la direction du Pr. Michaux[réf. nécessaire] et à Sainte-Anne, avec le Dr. Lamperière[réf. nécessaire]. Il poursuit également des études en sciences sociales à l’Institut catholique de Paris.
Meinrad Pierre Hebga est ordonné prêtre le 22 décembre 1951 à Rome. Le lendemain, il célèbre ses prémices sacerdotales dans la chapelle de la crèche (Cappella del Presepio), dans la basilique Sainte-Marie-Majeure. Rentré dans son pays d'origine, il est affecté à la Paroisse de Bot-Makak, dans le Nyong-et-Kellé dans l'Archidiocèse de Douala, au Cameroun. Le 1er octobre 1957, il est admis au noviciat de la Compagnie de Jésus à La Baume Sainte-Marie (France). Après son Troisième An à Cleveland, dans l'Ohio, il prononce ses derniers vœux le 9 septembre 1968. 
La même année, il soutient à l'Université de Rennes une thèse de 3e Cycle en Philosophie intitulée : Le Concept de métamorphose d'hommes en animaux chez les Basaa, Duala, Ewondo, Bantu du Sud Cameroun.
En 1986, il soutient sa thèse d’État en philosophie à la Sorbonne, intitulée Rationalité d'un discours africain sur les phénomènes paranormaux (Harmattan, 1998). Celle-ci aborde des phénomènes tels que la lévitation ou la connaissance paranormale par une approche pluridisciplinaire.
Le 31 août 2007, il est hospitalisé à la suite d'un accident vasculaire cérébral. Il meurt le 3 mars 2008 au centre hospitalier de Château-Thierry, à l'aube de ses 80 ans. Il est enterré au Caveau des pères Jésuites du cimetière de Mvolye, à Yaoundé. 

## Activités
Hebga est connu comme l’anthropologue, l’ethnologue et le philosophe qui se bat depuis plus de trente ans pour faire admettre l’existence de la sorcellerie ainsi que la rationalité de la pensée africaine sur les phénomènes paranormaux. Une lutte similaire à celle d’un autre savant africain, l’égyptologue Cheikh Anta Diop qui se battait pour faire admettre l’évidence de l’antériorité de la civilisation noire. 
Son combat prend corps dans l’enseignement de l’anthropologie philosophique africaine dans plusieurs universités à travers le monde comme :
- à l'Université John Carroll à Cleveland (Ohio, USA) en 1972, où il dispense un cours d'anthropologie philosophique.
- aux universités de Chicago et à Cambridge (Massachusetts, USA ) où il dispense des cours en 1975–1976.
- à l’Université grégorienne de Rome, en 1977 comme professeur d’anthropologie africaine à la Faculté de philosophie.
- à l’Université catholique de l'Afrique de l'Ouest (UCAO), à Abidjan, en Côte d'Ivoire.
- au Centre d'enseignement supérieur de Ouagadougou au Burkina Faso, à l’époque Haute-Volta.
- à l’Université catholique d'Afrique centrale (UCAC), à Yaoundé, au Cameroun.
- à l’Université d’État de Yaoundé, au Cameroun où il est professeur permanent, au département de philosophie.

## Publications
Meinrad Hebga écrit une centaine d’articles et plusieurs livres. Les plus significatifs sont: 
- Christianisme et négritude, dans Des prêtres noirs s'interrogent, Cerf, Paris, 1956, pp.189-203.
- Personnalité africaine et catholicisme, Paris, Présence africaine, 1963.
- Les étapes des regroupements africains, Dakar, 1968.
- Croyance et guérison (dir.), Yaoundé, Clé, 1973.
- Émancipation d'Églises sous tutelle : essai sur l'ère post-missionnaire, Paris, Présence africaine, 1976.
- Dépassements, Paris, Présence africaine, 1978.
- Sorcellerie, chimère dangereuse …? Abidjan, INADES, 1979.
- Sorcellerie et prière de délivrance : réflexion sur une expérience, Présence africaine/INADES, 1982
- Afrique de la raison, Afrique de la foi, Karthala en 1995
- La rationalité d'un discours africain sur les phénomènes paranormaux, Paris, L'Harmattan, 1998

## Rayonnement
Prêtre jésuite et exorciste, il découvre aux États-Unis le mouvement naissant appelé le « renouveau charismatique ». Il en deviendra l'un des plus grands leaders. Notamment, il fonde le 30 septembre 1976 à Yaoundé un groupe dénommé Fraternité Ephphata (ce qui signifie « ouvre-toi ») au Cameroun, dans le village de Manguen, près de Yaoundé. 
Pendant que le Père Meinrad Hebga est Professeur à l'Université John Carroll, à Cleveland en 1972, il prend part à des rencontres avec le Renouveau charismatique. De là commencera une intense activité pastorale féconde.
Le 6 juin 1976 : Effusion du Saint Esprit, qui eut lieu dans l'Église des Assemblées de Dieu d'Adjamé (Abidjan), et qui marqua un tournant décisif dans sa vie spirituelle et l'orientation de son ministère. 
Février 1977 : Jeudi après les Cendres, il prend part à une rencontre à l'Église Saint Jean et Paul, sur le mont Cælius (Rome) au couvent des Passionistes.
Pentecôte 1978 : Explosion du groupe de prière fondé à Yaoundé (Cameroun).
Il passe les dernières moments de sa vie active dans la communauté jésuite Saint François Xavier de Yaoundé, au Cameroun.